# Крокау
Крокау (нем. Krokau) — община в Германии, в земле Шлезвиг-Гольштейн. 
Входит в состав района Плён. Подчиняется управлению Пробстай.  Население составляет 483 человека (на 31 декабря 2010 года). Занимает площадь 4,45 км².